# Pimpinella ledermannii
Pimpinella ledermannii là một loài thực vật có hoa trong họ Hoa tán. Loài này được H. Wolff miêu tả khoa học đầu tiên năm 1912.